# Distrito de Dubăsari (Transnistria)
El distrito de Dubăsari (en rumano: Raionul Dubăsari; en ruso: Дубоссарский район, romanizado: Dubossarskiy rayon; en ucraniano: Дубоссарський район, romanizado: Dubossarsʹkyy rayon) es un distrito ubicada en el centro de la parcialmente reconocida República de Transnistria, con capital en Dubăsari, aunque de iure pertenece a la República Autónoma de Transnistria como parte de Moldavia. Es el distrito ubicado en el centro de Transnistria, entre el distrito de Rîbnița y el distrito de Grigoriópol.   

## Geografía
El distrito de Dubăsari se encuentra entre los distritos de Dubăsari y Criuleni del resto de Moldavia, así como los raión de Podilsk y de Rozdilna del óblast de Odesa en Ucrania.   

### Clima
El distrito de Dubăsari está ubicada en la región de clima continental templado con inviernos cortos y cálidos con poca nieve, veranos largos y calurosos y poca lluvia. El valor medio anual de la radiación solar natural es de 113kcal/cm². La temperatura media anual del aire es de +10,6 ˚С. El dominio de las masas de aire cálido del Océano Atlántico.   

## Historia

División del distrito de Dubăsari entre Moldavia y Transnistria

En 2010, en el barranco Bayraki, los arqueólogos descubrieron dos sitios arqueológicos del Paleolítico Temprano (con entre 730 mil y 1 millón de años de antigüedad).
El distrito de Dubăsari fue fundado el 12 de octubre de 1924 como parte integrante de la República Autónoma Socialista Soviética de Moldavia, parte de la República Socialista Soviética de Ucrania.
En 1940, después de la ocupación de Besarabia y el norte de Bucovina por la Unión Soviética, se formó la República Socialista Soviética de Moldavia, que incluía partes de la disuelta RASS de Moldavia, incluido el distrito de Dubăsari. Durante la Segunda Guerra Mundial, el territorio del distrito estuvo bajo administración rumana por un tiempo, convirtiéndose en parte del condado de Dubasari.
Después de 1945, el distrito pasó a formar parte de la República Socialista Soviética de Moldavia.
En 1990-1991, la ciudad de Dubăsari y sus alrededores fueron ocasionalmente escenario de incidentes, cuyo objetivo era establecer en Transnistria un gobierno que se separaría de Moldavia. En la guerra de Transnistria de 1992, la ciudad y sus alrededores fueron un escenario importante de los combates.

## División administrativa
El municipio consta de 9 comunidades administrativas con un total de 21 aldeas. Entre ellas hay una ciudad, Dubăsari.
Entre las 22 comunidades del rayón de Dubăsari se encuentran: Comisarovca Nouă, Crasnîi Vinogradari, Doibani I, Dubău, Dzerjinscoe, Goian, Harmațca, Lunga, Hîrjău o Țîbuleuca.
Todas las comunidades del distrito se encuentran en el lado izquierdo o oriental del río Dniéster, pero Transnistria no controla todos los pueblos de esta zona. Moldavia retiene el control, entre otros de Cocieri, Corjova, Coşnița, Dorotcaia, Molovata Nouă o Pîrîta, en la margen izquierda del Dniéster.

## Demografía
La población en el distrito de Dubăsari se ha visto reducida en más de 7000 personas (19%) desde la caída de la Unión Soviética.
| Distrito de Dubăsari | - | - | - | - | - | - | - | -      | 37 749 | 34 994 | 30 491 |
| Ciudad de Dubăsari   | - | - | - | - | - | - | - | 35 806 | 28 500 | 25 060 | 22 800 |

En cuanto a la composición étnica de la población, se trata de un municipio donde la mayoría de la población son moldavos (50%), seguidos por los ucranianos (28%) y rusos (19%).
| | 1939      | 1939       | 2004      | 2004       |
| Grupo étnico | Población | Porcentaje | Población | Porcentaje |
| --- | --------- | ---------- | --------- | ---------- |
| Moldavos | 27 526    | 65,94%     | 18 763    | 49,70%     |
| Rusos | 3036      | 7,27%      | 7125      | 18,87%     |
| Ucranianos | 8300      | 19,88%     | 10 594    | 28,06%     |
| Polacos | 33        | 0,08%      | -         | -          |
| Bielorrusos | -         | -          | 185       | 0,49%      |
| Búlgaros | 13        | 0,03%      | 134       | 0,35%      |
| Judíos | 2608      | 6,25%      | 46        | 0,12%      |
| Alemanes | 85        | 0,2%       | 63        | 0,17%      |
| Gagaúzos | -         | -          | 92        | 0,24%      |
| Otros | 141       | 0,34%      | 447       | 0,18%      |
| Total | 41 742    | 100%       | 37 749    | 100%       |
| Nota: para el censo de 1939 se tiene en cuenta el territorio del distrito de Dubăsari controlado por Moldavia y el controlado por Transnistria. |           |            |           |            |

La división de la población en municipios es la siguiente:
|                                        | 2004       | 2004       | 2004       | 2004       | 2004         | 2004      |
|                                        | Moldavos   | Rusos      | Ucranianos | Búlgaros   | Otros grupos | Total     |
| Población                              | Porcentaje | Porcentaje | Porcentaje | Porcentaje | Porcentaje   | Población |
| -------------------------------------- | ---------- | ---------- | ---------- | ---------- | ------------ | --------- |
| Dubăsari/Dubossary                     | 37,8%      | 24,9%      | 34,1%      | 0,4%       | 2,8%         | 23 650    |
| Lunga                                  | 67,4%      | 13,3%      | 16,9%      | 0,3%       | 2,1%         | 3271      |
| Țîbuleuca                              | 95,9%      | 0,8%       | 3,0%       | 0,1%       | 0,2%         | 1445      |
| Dzerjinscoe                            | 28,8%      | 33,6%      | 35,7%      | 0,3%       | 1,6%         | 1271      |
| Harmațca                               | 89,0%      | 1,4%       | 8,5%       | 0,2%       | 0,9%         | 1271      |
| Roghi                                  | 95,3%      | 1,8%       | 2,5%       | 0,1%       | 0,3%         | 770       |
| Comisarovca Nouă/Novo-Komissarovka     | 71,1%      | 2,1%       | 26,6%      | -          | 0,1%         | 752       |
| Doibani I                              | 83,9%      | 4,5%       | 10,5%      | 0,3%       | 0,8%         | 740       |
| Goian                                  | 90,5%      | 4,6%       | 4,3%       | -          | 0,6%         | 671       |
| Coicova                                | 20,8 %     | 13,5 %     | 59,9 %     | -          | 5,8 %        | 601       |
| Dubău                                  | 92,4 %     | 2,7 %      | 4,5 %      | -          | 0,3 %        | 595       |
| Crasnîi Vinogradari                    | 60,5%      | 8,5%       | 28,1%      | 0,9%       | 2,1%         | 577       |
| Doibani II                             | 32,0%      | 9,6%       | 56,4%      | 0,7%       | 1,3%         | 560       |
| Pohrebea Nouă/Novyye Pogreby           | 85,1%      | 3,4%       | 11,2%      | -          | 0,3%         | 295       |
| Coșnița Nouă/Novaya Koshnitsa          | 96,9%      | 1,3%       | 1,3%       | -          | 0,4%         | 226       |
| Afanasievca                            | 87,0%      | 7,1%       | 5,8%       | -          | -            | 154       |
| Calinovca                              | 27,5%      | 14,1%      | 57,0%      | -          | 1,4%         | 142       |
| Lunga Nouă/Novaya Lunga                | 85,7%      | 0,7%       | 12,1%      | 0,7%       | 0,7%         | 140       |
| Goianul Nou/Novyye Goyany              | 96,9%      | -          | 3,1 %      | -          | -            | 129       |
| Alexandrovca Nouă/Novaya Aleksandrovka | 93,5%      | 1,1%       | 4,3%       | -          | 1,1%         | 92        |
| Bosca                                  | 64,3%      | 1,2%       | 32,1%      | -          | 2,4%         | 84        |
| Iagorlîc                               | 38,5%      | 23,1%      | 38,5%      | -          | -            | 13        |
| Composición total del distrito         | 50,1%      | 19,0%      | 28,3%      | 0,4%       | 2,2%         | 37 449    |

El idioma de comunicación interétnica es el ruso (99,9% de la población habla al nivel de la primera o segunda lengua nativa).

## Economía

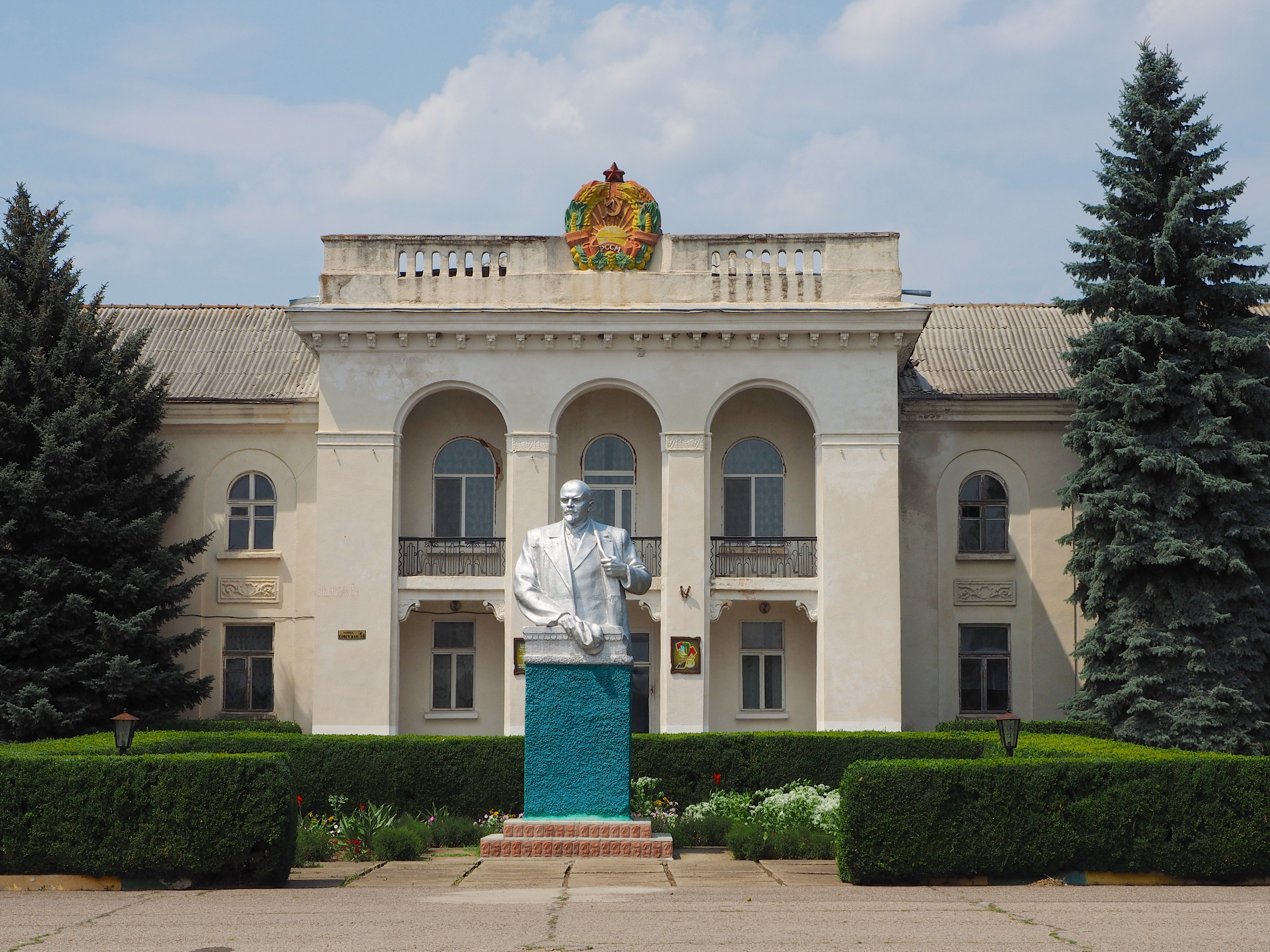
Edificio de aspecto soviético en Dubăsari

Hay 458 empresas están registradas en el distrito de Dubăsari. La mayor parte de la población trabaja en el campo agrozootécnico. El complejo agrozootécnico consta de 9 empresas estatales unitarias, 8 cooperativas de producción, una casa colectiva y 13 empresas en la industria de procesamiento y empresas de servicios. La superficie de tierra cultivable - 25,6 mil ha. La superficie de cultivos plurianuales es de 2.136 ha, de las cuales 1.577 ha de huerta y 474 ha de vid.
En el distrito operan la Usina Hidroeléctrica de Dubasari, 10 empresas constructoras, 2 empresas de industria ligera y la Usina Mecánica de Dubăsari .

## Infraestructura
En el distrito hay 2 casas de cultura en Dubăsari y 9 fuera de ella, 8 clubes, 19 bibliotecas (5 de la ciudad y 14 de la aldea), un museo de historia local, una escuela de música para niños y una escuela de arte, que también tiene sucursales en las aldeas de Doibani, Coivova, Garmațcoe.
El sistema de salud opera el Hospital del Distrito Central, el Policlínico del Distrito, el Policlínico Dental, el Centro de Higiene y Epidemiología, los Hospitales de Pueblo Sectoriales en los pueblos de Doibani y Țîbulăuca.
El sistema educativo cuenta con 44 instituciones educativas, que incluyen alrededor de 10.000 niños de diferentes edades.

## Personajes ilustres
- Nikolái Sklifosovski (1836-1904): psicólogo y cirujano ruso que dio clases en Kiev o San Petersburgo.
- Leonid Corneanu (1909-1957): poeta, dramaturgo y folclorista moldavo dentro del estilo del socialismo realista.
- Vladimir Voronin (1941): político moldavo y ruso que fue el tercer presidente de Moldavia (2001-2009).